# Raduszyn
Raduszyn – niewielka osada sołecka w Polsce położona w województwie wielkopolskim, w powiecie poznańskim, w gminie Murowana Goślina.

## Historia
Dawniej była to osada olęderska o nazwie Hamer powstała w latach 1736. Znajdował się tu zakład hutniczy żelaza, ponadto wyrabiano tam papier i olej oraz mielono zboże. W tej dawniejszej osadzie młyńskiej zachowała się dawna rządówka z końca XIX w. i nietynkowany młyn z początku XIX w. 
W latach 1975–1998 miejscowość administracyjnie należała do województwa poznańskiego.

## Atrakcje
W Raduszynie działa szkółka jeździecka, która oferuje naukę jazdy konnej dla dzieci i młodzieży.
- Stajnia Kosakowskich